# Dalby (Iowa)
Pour les articles homonymes, voir Dalby.
Dalby est une communauté non constituée en municipalité, du comté d'Allamakee en Iowa, aux États-Unis.
Les bureaux de la poste sont inaugurés à Dalby en 1868 et sont fermés en 1887.